# Heliga ärkeänglarna Gabriels och Mikaels kyrka, Vraništa
Heliga ärkeänglarna Gabriels och Mikaels kyrka (makedonska: Црква „Св. Архангели Гаврил и Михаил“; translitteration: Tsrkva ''Sv. Arhangeli Gavril i Mihail'') är en makedonisk-ortodox kyrkobyggnad belägen i byn Vraništa, i Struga kommun i den statistiska regionen Sydvästra regionen, i Nordmakedonien.
Kyrkan är helgad åt ärkeänglarna Gabriel och Mikael. Den tillhör Debars och Kičevos stift.

## Bilder

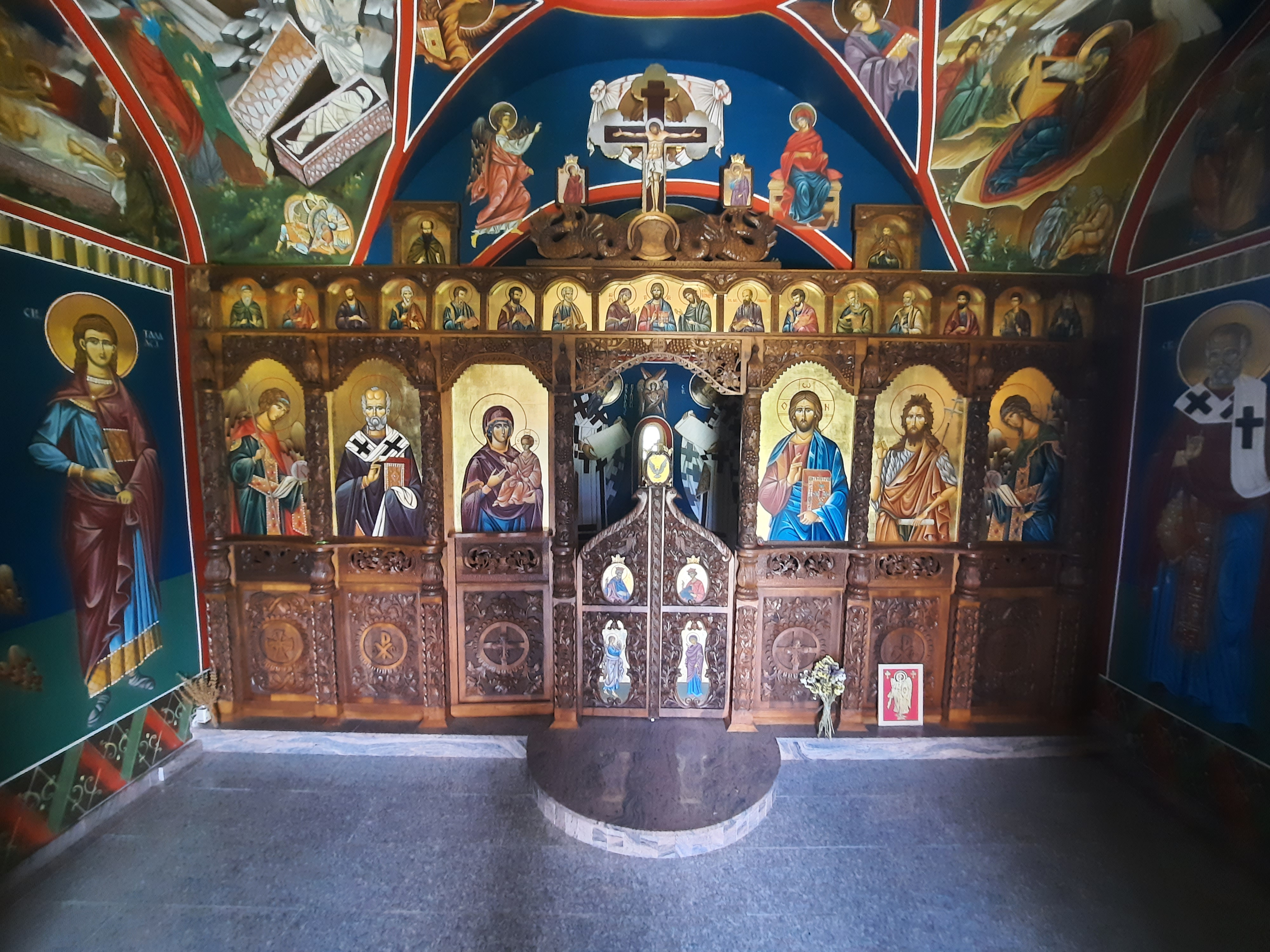
Kyrkans interiör mot ikonostasen
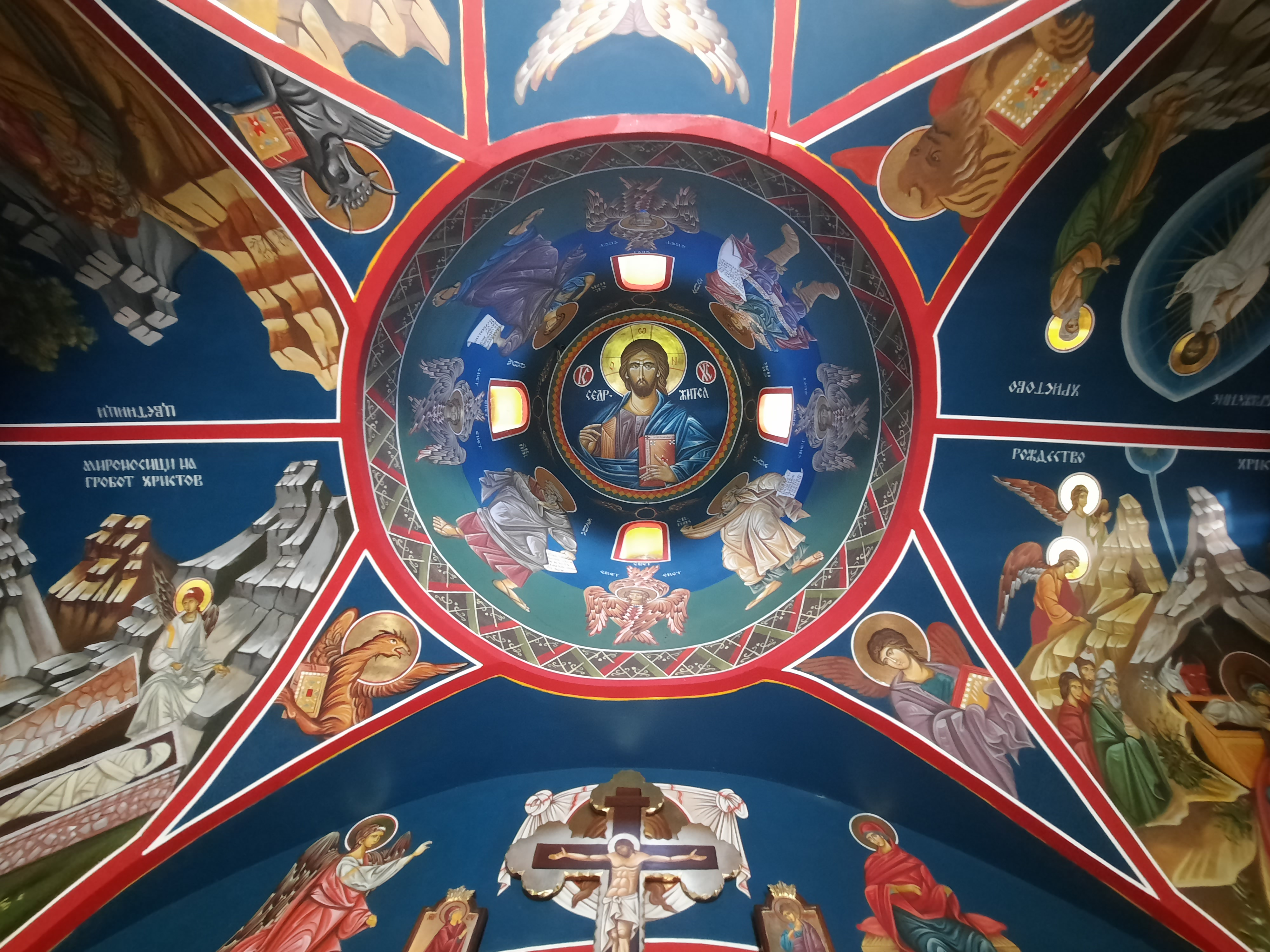
Kupolen, där Jesus Kristus pantokrator är avbildad